# 1318年
| 千纪： | 2千纪 |
| 世纪： | 13世纪 \| 14世纪 \| 15世纪                                                                                 |
| 年代： | 1280年代 \| 1290年代 \| 1300年代 \| 1310年代 \| 1320年代 \| 1330年代 \| 1340年代                           |
| 年份： | 1313年 \| 1314年 \| 1315年 \| 1316年 \| 1317年 \| 1318年 \| 1319年 \| 1320年 \| 1321年 \| 1322年 \| 1323年 |
| 纪年： | 戊午年（马年）；元延祐五年；越南大慶五年；日本文保二年                                                     |

## 大事记
- 3月29日：日本花園天皇退位，傳位於後醍醐天皇。
- 鐵木迭兒被禦史楊朵兒只、蕭拜住、賀勝彈劾罷相。不久，起複太子太師。